# Центральный Московский ипподром

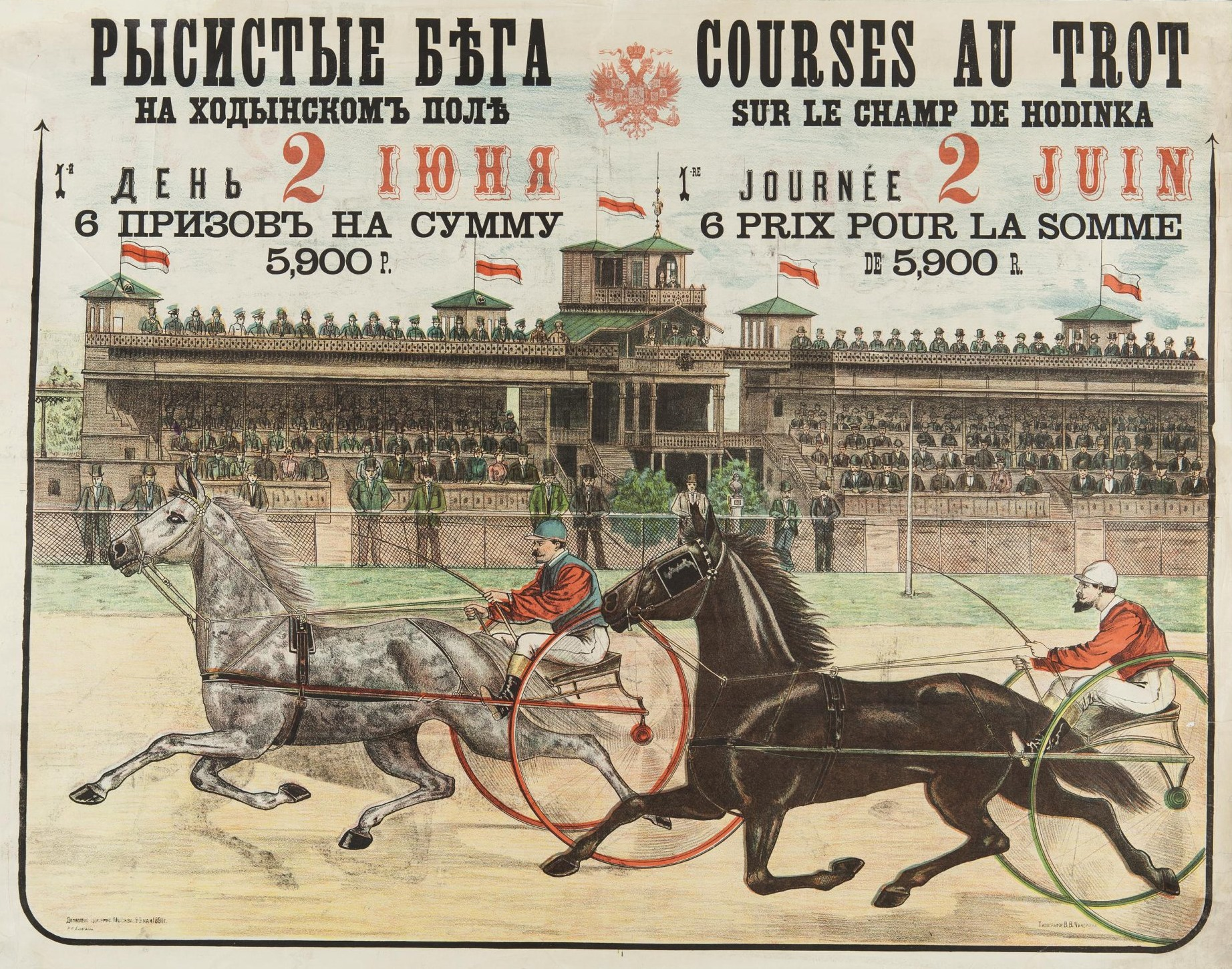
Москва. Рысистые бега на Ходынском поле. Афиша. (с)Алексеев Н.Н. Тип.В.Чичерина. 1891г ГИМ e1

Центральный Московский ипподром (ЦМИ) — старейший в стране и первый в мире рысистый ипподром, основан в 1834 году. Московский ипподром являлся государственным испытательным и научным полигоном и опытной базой ВНИИ коневодства.

## История
История Московского ипподрома началась в 1831 году, когда Общество конской скаковой охоты получило по указу Сената 122 десятины земли на Ходынском поле. 1 августа 1834 года на Ходынском поле состоялся первый рысистый бег. В год открытия ипподрома на нём было проведено только два беговых дня, было всего 12 бежавших лошадей.

На основе технических нововведений с конца 1880-х годов началось улучшение рекордов на всех дистанциях. Для повышения зрелищности бегов и привлечения большого количества посетителей были расширены «поля» (то есть количества голов стартующих лошадей) участников. Кроме гладких скачек и рысистых бегов в это время становились популярными стипль-чезы, конкур-иппики, для проведения которых на скаковом ипподроме имелась специальная дорожка, пересекавшая круг по диагональным направлениям.

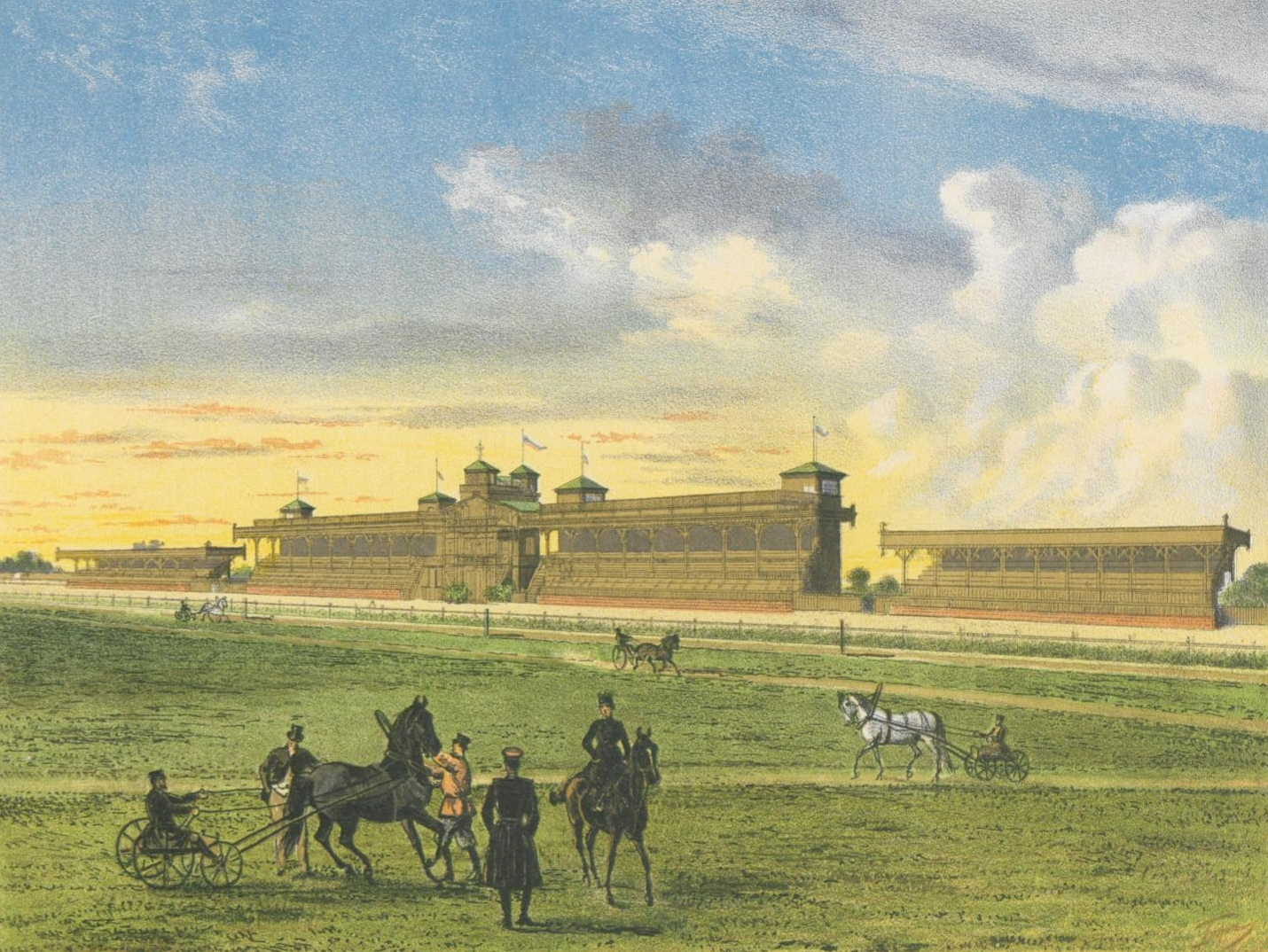
Беседка на летнем ипподроме, построенная в 1881 году архитектором Дмитрием Чичаговым.

В 1889—1894 годах была построена Беговая беседка — главное здание Московского ипподрома по проекту архитекторов И. Т. Барютина и С. Ф. Кулагина, при участии С. М. Жарова.
С 1918 года ипподром был законсервирован. В связи с гражданской войной на их территории проводились военно-учебные занятия, на трибунах проходили митинги трудящихся. На одном из них выступил с речью В. И. Ленин (в честь этого события в сквере перед ипподромом установлена памятная стела).

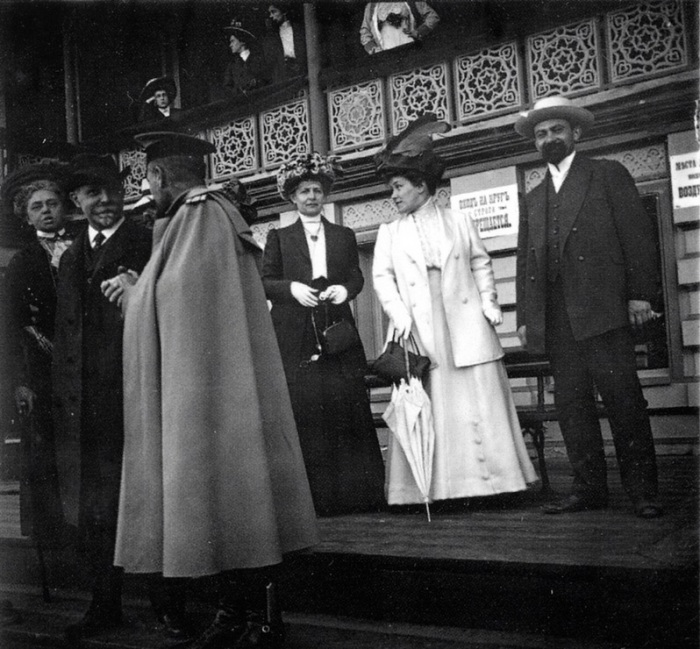
Публика на трибунах Московского ипподрома в 1910 году. Фотограф С.Челноков (из фонда сохранения фотонаследия им. Челнокова).

Возобновление регулярных испытаний лошадей началось в 1920-е годы. Пробные бега и скачки на Московском ипподроме проводились ещё в начале 1921 года и послужили тому, что Главное управление коннозаводства и коневодства (ГУ КОН) постановило организовать плановые испытания лошадей с осеннего сезона 1921 года. В сентябре 1921 года в Москве возобновлены рысистые бега.
В 1921 году на Московском ипподроме было испытано 163 рысака. Эта цифра с каждым годом возрастала. Уже в 1929 году испытания прошли 1030 рысистых лошадей за 101 беговой день. С первых же дней был открыт тотализатор.
До 1930 года рысистый и скаковой ипподромы в Москве были раздельными и находились неподалёку друг от друга, при этом они принадлежали разным обществам. В связи с необходимостью расширения и реконструкции железнодорожного узла Белорусского вокзала встал вопрос о перестройке или переносе скакового ипподрома. Проект слияния двух ипподромов в один — комбинированный — был осуществлён в 1930 году. Здание Скакового ипподрома под названием "Конюшни Л.А. Манташева" по сей день находится по адресу Скаковая ул, 3 стр.1.
В 1951—1955 годах здание ипподрома было реконструировано и перестроено архитекторами И. В. Жолтовским (руководитель), П. И. Скоканом и В. Л. Воскресенским в стиле Сталинской и палладианской архитектуры.
С 1970 по 1983 год на Центральном Московском ипподроме рысистыми лошадьми установлено более 50 новых всесоюзных рекордов и один абсолютный рекорд.
В 1997 году в манеже и двухэтажной конюшне ипподрома разместилась детско-юношеская спортивная школа.
В 2011 году ФГУП «Центральный московский ипподром» преобразовано в ОАО, которое позже вошло в состав АО «Росипподромы».
С 1 июля 2012 года на Центральном Московском ипподроме возобновил работу легальный тотализатор. Кассы тотализатора открылись под брендом «Спортбет» после более чем трёхлетнего перерыва. Прибыль от тотализатора на Центральном Московском ипподроме за исключением расходов на его функционирование будет полностью направляться на поддержку и развитие коневодства.

## Настоящее время
До февраля 2023 года на московском ипподроме регулярно по выходным дням испытывались лошади пяти пород.

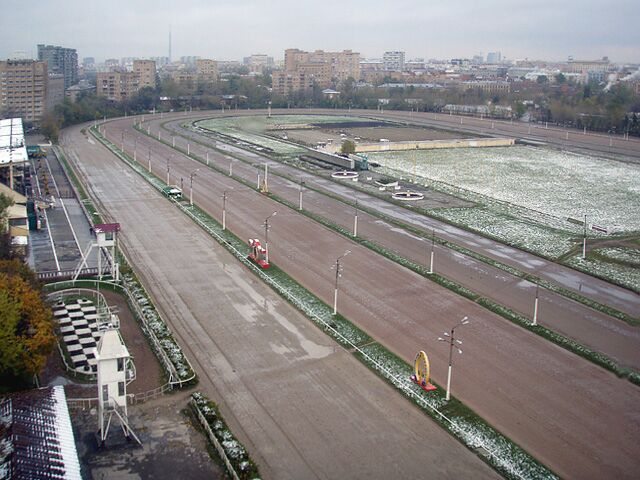
Панорама Московского ипподрома

Круглый год, без перерывов, проходили испытания рысаков, всего около 1000 голов каждый год. На Московском ипподроме это русские рысаки, орловские рысаки, американские рысаки, и французские рысаки выведенные в конных заводах России, Украины, а также привезенные из Франции. На Центральном Московском Ипподроме разыгрывались главные и самые дорогостоящие в стране призы для рысаков. Среди них основными являются Большой Всероссийский приз (Дерби), Всероссийский приз «Барса», приз Элиты, приз «Пиона», Большой Открытый приз для кобыл, приз имени Центрального Московского ипподрома и многие другие. Также на ЦМИ проходил розыгрыш призов, спонсором которых выступает Французская рысистая ассоциация («Дни Франции»), европейские и российские чемпионаты наездников, зимние и летние соревнования троек.

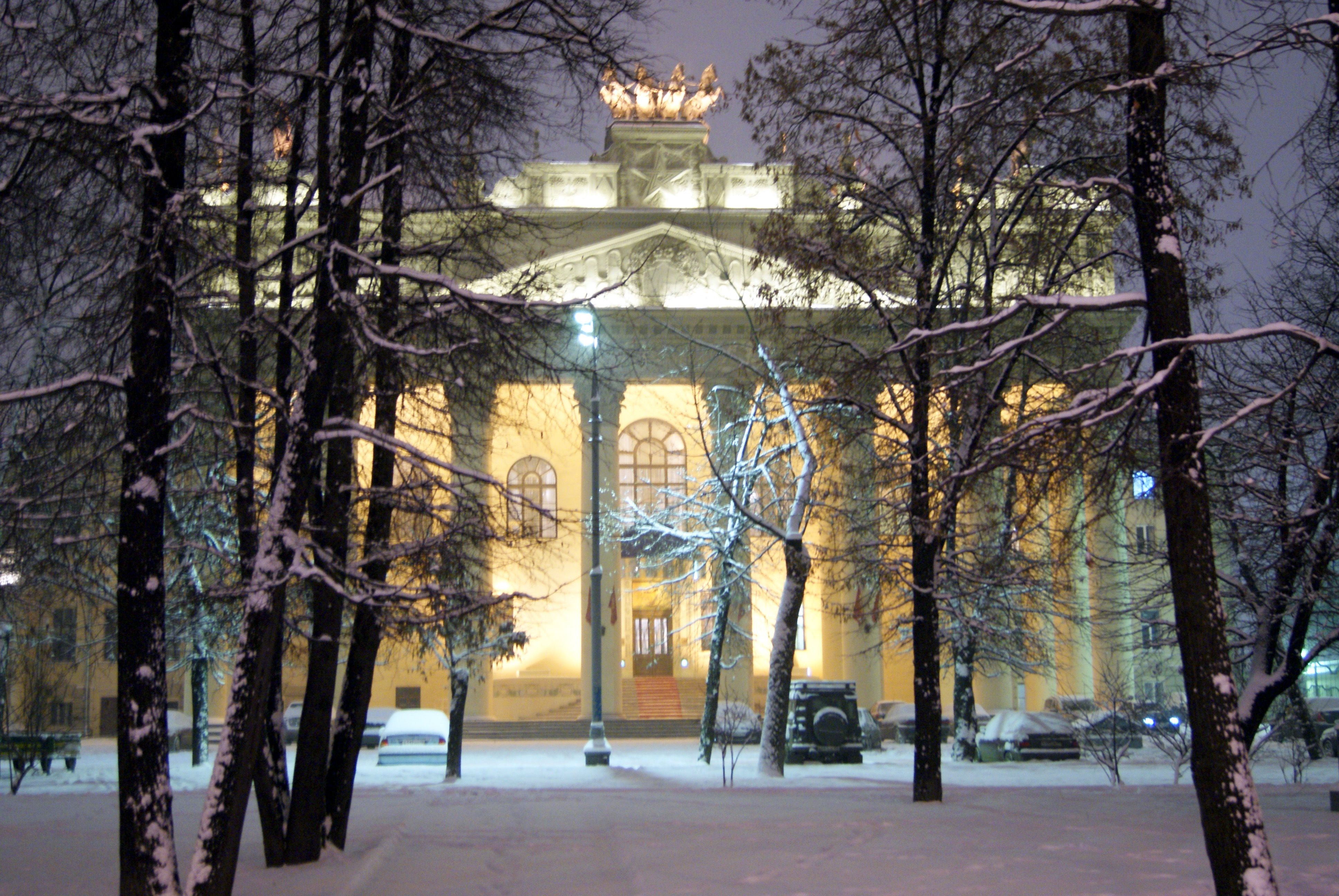
Московский ипподром

На скаковой дорожке московского ипподрома ежегодно с мая по сентябрь проводились испытания лошадей скаковых пород. Регулярно проходили испытания лошади чистокровной и арабской пород, выращенные в различных конных заводах России, а также купленные за рубежом. Два года подряд в середине летнего сезона состоялся розыгрыш приза «Русский аргамак» — для лошадей ахалтекинской породы. На Московском ипподроме разыгрывались основные и самые дорогостоящие призы для чистокровных верховых лошадей — Большой Всероссийский приз (Дерби), приз «Анилина», Кубок Н. Н. Насибова, приз Жокей-Клуба, приз Министра сельского хозяйства РФ и другие. Не ежегодно, но часто на московском ипподроме проходил розыгрыш приза Президента РФ для лошадей чистокровной верховой породы, для участия в котором привозят лошадей, выступающих в других странах.
Несмотря на то, что главные призы для арабских лошадей разыгрываются на ипподроме г. Пятигорска, на ЦМИ ежегодно выступали лучшие представители арабской породы.
Помимо основного назначения Московского ипподрома, как испытания лошадей различных пород на резвость и выносливость, на конкурном поле ЦМИ, расположенном в центре, проводились другие конно-спортивные мероприятия: конкур, выездка, соревнования по конному поло, ринг-выводки породистых лошадей.
Для развлечения публики в промежутках между соревнованиями лошадей на ЦМИ изредка проводились соревнования на верблюдах, собачьи бега, гонки на собачьих упряжках, соревнования на пони, выступления дрессированных лошадей и пони, а также выступления мастеров джигитовки.
Летом 2021 года было учреждено некое ООО «ЦМИ», которому АО «Росипподромы» передало всё движимое и недвижимое имущество Центрального Московского ипподрома.
С февраля 2023 года на ипподроме полностью прекращены испытания лошадей, а коневладельцы получили предписания освободить до конца марта все конюшни и покинуть территорию ипподрома под предлогом предстоящей реконструкции, которая должна быть проведена в течение двух лет. По информации на официальном сайте АО "Росипподромы" Центральный Московский ипподром должен открыться после реконструкции в 2025 году.
По состоянию на февраль 2024 года на территории Ипподрома снесены все конюшни, каких-либо строительных работ не велось и не ведется.
4 апреля 2024 года в интервью телекомпании "Мир" Сергей Собянин совместно с Дмитрием Патрушевым, находясь на Ипподроме, объявили о начале строительных и реставрационных работ, которые закончатся в 2026 году.